# Европа (Беневенто)
Европа (итал. Europa) је насеље у Италији у округу Беневенто, региону Кампанија.
Према процени из 2011. у насељу је живело 13 становника. Насеље се налази на надморској висини од 269 м.